# Giải bóng đá trong nhà cúp quốc gia
Giải bóng đá trong nhà cúp quốc gia là giải bóng đá cúp futsal do Liên đoàn bóng đá Việt Nam tổ chức lần đầu tiên năm 2015. Nhà vô địch hiện tại là Sài Gòn FC.

## Lịch sử
Ngày 21 tháng 12 năm 2015 tại Nhà thi đấu Rạch Miễu, Quận Phú Nhuận, Thành phố Hồ Chí Minh sẽ diễn ra Giải Futsal Cúp Quốc gia năm 2015. Sự kiện này đang đón nhận sự quan tâm của đông đảo khán giả hâm mộ môn thể thao trong nhà hấp dẫn này, bởi đây là lần đầu tiên Cúp Quốc gia dành cho Futsal được tổ chức. Không chỉ mang ý nghĩa là giải Cúp Quốc gia đầu tiên của Futsal Việt Nam, sân chơi này đồng thời cũng được kỳ vọng là cơ hội để các cầu thủ thể hiện tài năng, cơ hội để ông Bruno Garcia rà soát lại lực lượng trước khi Đội tuyển futsal Việt Nam chính thức tập trung để chuẩn bị cho vòng chung kết futsal châu Á diễn ra tại Uzbekistan vào nửa cuối tháng 2 năm 2016 tới. Nhà vô địch đầu tiên của giải đấu là Hải Phương Nam – Phú Nhuận, sau khi đánh bại Bệnh viện An Phước Bình Thuận với tỷ số 6-1 trong trận chung kết vào ngày 24 tháng 12 năm 2015.
Thái Sơn Nam đã đăng quang ngôi vô địch Giải Futsal Cúp Quốc gia 2016 sau khi xuất sắc đánh bại nhà vô địch Hải Phương Nam – Phú Nhuận với tỷ số 2-1 ở loạt sút luân lưu 6m trong trận chung kết, diễn ra chiều ngày 30 tháng 12 năm 2016 tại Nhà thi đấu Rạch Miễu, Thành phố Hồ Chí Minh.
Mùa giải 2017, Thái Sơn Nam giành chiến thắng với tỉ số 2-1, giành chức vô địch cúp Quốc gia HDBank 2017. Đây là năm thứ 2 liên tiếp, đội bóng giành được chiếc cúp này. Trong khi đó, Hải Phương Nam- Đại học Gia Định lần thứ 2 thất bại trước Thái Sơn Nam và tiếp tục lỡ hẹn với chiếc cúp Quốc gia.
Thái Sơn Nam đã bảo vệ thành công ngôi vô địch khi đánh bại Sanna Khánh Hòa ở trận chung kết Giải Futsal Cúp Quốc gia HDBank 2018, diễn ra vào ngày 27 tháng 11 tại Nhà thi đấu đa năng tỉnh Quảng Ninh. Đây là năm thứ 3 liên tiếp Thái Sơn Nam giành chức vô địch.
Sanvinest Sanatech Khánh Hòa đã đăng quang ngôi vô địch giải Futsal HDBank Cúp Quốc gia 2019 sau khi đánh bại Đà Nẵng trong trận chung kết, diễn ra vào ngày 30 tháng 11 năm 2019 tại Nhà thi đấu Quân Khu 4, thành phố Vinh, tỉnh Nghệ An. Đây là lần đầu tiên đội bóng này giành chức vô địch.
Giải Futsal HDBank Cúp Quốc Gia 2020 được tổ chức tại Nhà thi đấu Đắk Lắk thuộc thành phố Buôn Ma Thuột, tỉnh Đắk Lắk. Thái Sơn Nam đã đánh bại đương kim vô địch Sanvinest Sanatech Khánh Hòa với tỷ số 5-4 sau loạt sút luân lưu 6m vào ngày 26 tháng 11 năm 2020, qua đó nâng cao thành tích vô địch Cúp Quốc gia của đội bóng này lên con số 4 lần đăng quang.
Ở lần đầu tiên lọt vào trận chung kết cúp Quốc gia năm 2022, đội bóng Sài Gòn FC dưới sự dẫn dắt của huấn luyện viên Tạ Đức Dũng đã lên ngôi vô địch một cách hoàn toàn thuyết phục sau khi thắng Thái Sơn Nam trong trận chung kết với tỷ số 6-4.

## Các đội vô địch
| Mùa giải | Nơi đăng cai                                       | Đội vô địch                  | Đội hạng nhì                      | Đội hạng ba                       |
| -------- | -------------------------------------------------- | ---------------------------- | --------------------------------- | --------------------------------- |
| 2015     | Rạch Miễu, Thành phố Hồ Chí Minh                   | Hải Phương Nam – Phú Nhuận   | Bệnh viện An Phước - Bình Thuận   | Thái Sơn Nam                      |
| 2016     | Rạch Miễu, Thành phố Hồ Chí Minh                   | Thái Sơn Nam                 | Hải Phương Nam – Phú Nhuận        | Sanna Khánh Hòa                   |
| 2017     | Tiên Sơn, Đà Nẵng                                  | Thái Sơn Nam2                | Hải Phương Nam – Đại Học Gia Định | Sài Gòn FC                        |
| 2018     | Đại Yên, Quảng Ninh                                | Thái Sơn Nam3                | Sanna Khánh Hòa                   | Hải Phương Nam – Đại Học Gia Định |
| 2019     | Quân Khu 4, Nghệ An                                | Sanvinest Sanatech Khánh Hòa | Đà Nẵng                           | Kardiachain Sài Gòn               |
| 2020     | Đắk Lắk, Đắk Lắk                                   | Thái Sơn Nam4                | Sanvinest Sanatech Khánh Hòa      | Sahako                            |
| 2022     | Nhà thi đấu Lãnh Binh Thăng, Thành phố Hồ Chí Minh | Sài Gòn FC                   | Thái Sơn Nam                      | Thái Sơn Bắc                      |

## Xếp hạng thành tích các đội bóng
| Thứ hạng | Đội bóng                        | Vô địch                | Hạng nhì   | Hạng ba    |
| -------- | ------------------------------- | ---------------------- | ---------- | ---------- |
| 1        | Thái Sơn Nam                    | 2016, 2017, 2018, 2020 |            | 2015       |
| 2        | Hải Phương Nam – Phú Nhuận      | 2015                   | 2016, 2017 | 2018, 2020 |
| 3        | Sanvinest Sanatech Khánh Hòa    | 2019                   | 2020       |            |
| 4        | Sài Gòn FC                      | 2022                   |            | 2017, 2019 |
| 5        | Sanna Khánh Hòa                 |                        | 2018       | 2016       |
| 6        | Bệnh viện An Phước - Bình Thuận |                        | 2015       |            |
| 6        | Đà Nẵng                         |                        | 2019       |            |

## Các đội bóng hiện tại
Giải Futsal HDBank cúp Quốc gia 2022 có 7 đội tham dự gồm: Thái Sơn Nam, Sanvinest Khánh Hòa, Sài Gòn FC, Cao Bằng, Tân Hiệp Hưng, Thái Sơn Bắc và Sahako.

## Nhà tài trợ
- 2015, 2016: Thái Sơn Nam
- 2017 - nay: HDBank

## Truyền hình
Sẽ được tường thuật trực tiếp trên các kênh VTC3, VTC8, VOVTV và ứng dụng VTC Now